# إمارة ويلز
وُجدت إمارة ويلز بين عامي 1216 و1536، وضمت ثلثي ويلز الحالية في أوجها بين عامي 1267 و1277. لمعظم تاريخها، كانت ’منضمة ومتحدة‘ مع التاج الإنكليزي باستثناء عقودها القليلة الأولى. مع ذلك، كانت لبضعة أجيال، ولا سيما الفترة التي تلت تأسيسها في عام 1216 حتى تمام غزو ويلز على يد إدوارد الأول في 1248، مستقلة بحكم الأمر الواقع في ظل أمير ويلزيّ، وإن كان أميرًا أقسم على طاعة ملك إنجلترا.
أُسست الإمارة رسميًا في عام 1216 في مجلس أبرديفي وجرى الاعتراف بها لاحقًا عبر معاهدة ورسستر 1218 بين ليويلين العظيم ملك ويلز وهنري الثالث ملك إنجلترا. أعطت المعاهدة مضمونًا للواقع السياسي خاصة ويلز وإنجلترا في القرن الثالث عشر، وعلاقة الأولى بالإمبراطورية الأنجوية. احتفظت الإمارة بدرجة كبيرة من الاستقلال الذاتي، الذي اتسم بفقه قضاء منفصل مبني على القوانين الراسخة لسيفريث هيويل (قوانين هيويل، أو القانون الويلزي)، وعبر المحكمة المتطورة بصورة متزايدة لأسرة أبرفرو. على الرغم من أنها دانت بالولاء لملك إنجلترا الأنجوي، كانت الإمارة مستقلةً بحكم الأمر الواقع، ولها مكانة مماثلة لمكانة مملكة اسكتلندا في الإمبراطورية. اعتُبر وجودها دليلًا على أن كل العناصر الضرورية لنمو الدولة الويلزية ذات السيادة موجودة.
انتهت فترة الاستقلال بحكم الأمر الواقع بغزو إدوارد الأول الإمارة بين عامي 1277 و1283. بموجب ميثاق رودلان، فقدت الإمارة استقلالها وأصبحت فعليًا منطقة ملحقة بالتاج الإنجليزي. منذ عام 1301، شكلت أراضي التاج في الشمال والغرب جزءًا من حصة ولي عهد إنجلترا الظاهر، وحمل لقب «أمير ويلز». عند ارتقاء الأمير إلى العرش الإنجليزي، دُمجت الأراضي واللقب بالتاج ثانية. في مناسبتين، ثار المطالبون بالعرش الويلزي متمردين في خلال هذه الفترة، وفشلوا في المرتين.
منذ سن المرسومين 1535 و1542 من قوانين ويلز، التي ضمت رسميًا كل ويلز إلى مملكة إنجلترا، لم توجد أي أسس جغرافية أو دستورية لتوصيف أي جزء من أرض ويلز على أنه إمارة، على الرغم من أن المصطلح كان يُستخدم بين الحين والآخر في سياق غير رسمي لتوصيف البلاد، وبما يتعلق باللقب الشرفي لأمير ويلز.

## أُسسها
كانت إمارة ويلز في القرن الثالث عشر مبنية على الأراضي التاريخية التي حكمتها أسرة أبرفرو، وهي أراضٍ في شمال ويلز تضم عادةً جزيرة أنغلزي، وغوينيد-أوتش-كونوي (غوينيد أعلى الكونوي، أو غوينيد العليا)، وبيرفيدولاد (البلاد الوسطى) والتي تُعرف أيضًا باسم غوينيد-إز-كونوي (غوينيد أسفل الكونوي، أو غوينيد الدنيا). اكتُسبت أراضٍ جديدة إما بالتبعية أو بالغزو، وعبر استعادة الأراضي التي فاز لوردات الحدود بها، ولا سيما أراضي بيرفيدولاد، وباويز فادوغ، وباويز وينينين، وسيريديجن.
لقب الحكام الويلزيون السابقون أنفسهم بطرق شتى، وكانت الألقاب تتعلق عادة بميراث ما مثل «لورد سيريرديجن» أو «ملك بويلث». كان يُشار إلى أقواهم غالبًا (على لسان الآخرين على الأقل) بصفة «ملك البريتونيين». مع أن ويلز كانت منطقة جغرافية محددة بحدود متفق عليها، كان أي شخص يُمنح لقب أمير ويلز خارج حدود إنجلترا، يحظى بالسيادة على أي حاكم ويلزي محلي لكن من دون الطموحات الإقليمية لملك البريتونيين ناحية إنجلترا، ما يعني ضمنًا «تحرير» البريتونيين الذين ما زالوا يقيمون في أماكن تُعتبر منذ فترة طويلة جزءًا من إنجلترا مثل ديفون وكورنوال وكامبرلاند وغيرها، وإن كان بأعداد متناقصة.
لطالما ادّعت عائلة أبرفرو السيادة على كل اللوردات الويلزيين الآخرين، بما فيهم حكام بويز وديهيوبارث. في كتاب تاريخ غروفيد أب سينان، الذي أُلف في أواخر القرن الثاني عشر، أكدت الأسرة حقوقها باعتبارها الخط الأول من سلّان رودري العظيم، الذي حكم ويلز بين عامي 820 و870، والذي حكم أبناؤه في غوينيد وديهيوبارث وبويز. كُتبت سيرة غروفيد أب سينان في البداية باللاتينية وكانت موجهة إلى جمهور أعرض خارج ويلز. كانت أهمية هذا الادعاء تكمن في أن عائلة أبرفرو لم تَدن بشيء للملك الإنجليزي على مكانتها في ويلز، وقد تمتعت بالسلطة في ويلز «بالحق المطلق عبر النسب»، كما كتب المؤرخ جون ديفيز.

## قبل عام 1284: في ظل أسرة أبرفرو
تأسست إمارة ويلز في عام 1216 في مجلس أبرديفي، وقتما اتفق ليويلين العظيم والأمراء الآخرين ذوي السيادة من بين الويلزيين على أنه الحاكم الأسمى بينهم، وأنهم سيمتثلون له. حصل في وقت لاحقًا على الاعتراف، جزئيًا على الأقل، بهذه الاتفاقية من ملك إنجلترا، الذي وافق على أن ورثة ليويلين وخلفاءه سيتمتعون بلقب «أمير ويلز» لكن مع بعض القيود على مملكته وشروط أخرى، بما في ذلك الامتثال لملك إنجلترا بصفته تابعًا له، والالتزام بالقواعد المتعلقة بالخلافة الشرعية. لم يوفر ليويلين جهدًا لضمان أن يمتثل خلفاؤه لنظام الخلافة «المُعتمد» (من قبل البابا على الأقل) والذي استبعد الأبناء غير الشرعيين. بفعله ذلك، استبعد ابنه الأكبر غير الشرعي غروفيد أب ليويلين من الخلافة، وهو قرار كانت له تداعيات لاحقة. في عام 1240، توفي ليويلين وغزا هنري الثالث ملك إنجلترا (الذي خلف جون) على الفور مناطق كبيرة من مملكته السابقة، واغتصبها منه. مع ذلك، تصالح الطرفان وبرّ هنري بجزء من الاتفاقية على الأقل ومنح لقب «أمير ويلز» لدافيد أب ليويلين. مُنح هذا اللقب لخليفته ليويلين في عام 1267 (بعد حملة أجراها ليحصل عليه) وطالب به لاحقًا أخوه دافيد وأعضاء آخرون من أسرة أبرفرو الأميرية.

### أمراء أبرفرو
يبدأ العد التقليدي لأمراء ويلز (وفقًا للمصادر الويلزية) عند أواين غوينيد الذي حكم بين عامي 1137 و1170. لم يُعرف به قط على أنه أمير ويلز، ولم يستخدم ذلك اللقب قط في الحقيقة، ومع ذلك، اعتبره المؤرخون لاحقًا أول أمير ويلزي وحّد ويلز. تجلى هذا وقتما تُوج أواين غليندور بصراحة باسم أواين الرابع أمير ويلز في عام 1404. نظر الإنجليز إلى الأمر بعين مختلفة تمامًا واعتبروا أن اللقب لم يُمنح من طرفهم وبموافقتهم إلا لدافيد أب ليويلين في عام 1240 ولليويلين أب غرافود في 1267. في عام 1301، مُنح اللقب للابن الأكبر وولي عهد العاهل الإنجليزي.

#### أواين غوينيد 1137 -1170
نجح أواين غوينيد الهائل في المحافظة على المكانة الأولى التي حققها والده لعائلته في ويلز. في عاك 1154، دحر غزوًا إنجليزيًا وبويزيًا، لكنه أُجبر على التنازل عن بعض الأراضي المحيطة بنهر دي. في السنوات اللاحقة، استعاد هذه المناطق وحصل على مكانة مهيمنة لغوينيد في ويلز لم تشهدها منذ قرون. غير أواين في عهده لقب «ملك غوينيد» إلى «أمير الويلزيين».